# Francja na Zimowych Igrzyskach Paraolimpijskich 1976
Francja na Zimowych Igrzyskach Paraolimpijskich 1976 w Örnsköldsviku reprezentowało 20 zawodników w dwóch dyscyplinach: biegi narciarskie i narciarstwo alpejskie. Reprezentacja Francji zdobyła 5 medali: 2 złote i 3 brązowe. Zajęli 8. miejsce w klasyfikacji medalowej.